# Tecacahuaco
Tecacahuaco es una localidad de México perteneciente al municipio de Atlapexco en el estado de Hidalgo.

## Toponimia
Del náhuatl: Tetl, piedra, cacahuatic, hueco.

## Historia
En abril de 2024, pobladores de la comunidad descubrieron vestigios de un basamento de planta circular. De acuerdo con el Instituto Nacional de Antropología e Historia (INAH), los arqueólogos han determinado que los vestigios podrían corresponder al periodo Posclásico (900-1521 d. C.). Entre los vestigios arquitectónicos se encuentra el basamento de 3.5 metros de altura, así como un juego de pelota, que se mantiene bajo manto vegetal, de aproximadamente 18 metros de largo.

## Geografía
Se encuentra en la región geográfica de la Huasteca hidalguense; a la localidad le corresponden las coordenadas geográficas 21° 56’ 29.171” de latitud norte y 98° 20’ 20.403” de longitud oeste, con una altitud de 322 m s. n. m. Se encuentra a una distancia aproximada de 8.42 kilómetros al sur de la cabecera municipal, Atlapexco.
En cuanto a fisiografía se encuentra dentro de la provincia de la Sierra Madre Oriental dentro de la subprovincia de Carso Huasteco; su terreno es de Sierra y lomerío. En lo que respecta a la hidrología se encuentra posicionado en la región Panuco, dentro de la cuenca del río Moctezuma, en la subcuenca del río Calabozo. Cuenta con un clima semicálido húmedo con lluvias todo el año.

## Demografía
En 2010 registró una población de 1257 personas, lo que corresponde al 6.34 % de la población municipal. De los cuales 582 son hombres y 675 son mujeres. Tiene 342 viviendas particulares habitadas.
| Gráfica de evolución demográfica de Tecacahuaco entre 1900 y 2020                                           |
| |
| Población de los censos y conteos del Instituto Nacional de Estadística y Geografía (INEGI) de 1910 a 2010. |